# Seed-Co
Seed-Co est le premier producteur de semences de céréales sur le continent africain.